# Tipula (Nippotipula) brevifusa nephele
Tipula (Nippotipula) brevifusa nephele is een ondersoort van de tweevleugelige Tipula (Nippotipula) brevifusa uit de familie langpootmuggen (Tipulidae). De ondersoort komt voor in het Oriëntaals gebied.